# Johann Dietrich Alfken
Johann Dietrich Alfken  (* 11. Juni 1862 in Frankfurt am Main; † 14. Februar 1945 in Ruttersdorf) war ein deutscher auf Hautflügler (Hymenoptera) der Überfamilie Apoidea (Bienen) spezialisierter Entomologe.

## Leben
Johann Dietrich Alfken kam bereits in seinem ersten Lebensjahr von Frankfurt am Main nach Bremen, besuchte nach dem Abitur ab 1879 das Lehrerseminar und wurde Lehrer. Er sammelte schon während seiner Schulzeit Insekten und wurde mit 19 Jahren vom damaligen Direktor Johann Wilhelm Spengel mit der Sichtung und Ordnung der zum Teil noch auf Adam Heinrich Norwich zurückgehenden entomologischen Sammlungen der Städtischen Sammlungen für Naturgeschichte und Ethnographie in Bremen beauftragt. Im Jahr 1889 kam er als Assistent an das seit 1887 von Hugo Schauinsland geführte Museum, wurde 1893 wissenschaftlicher Hilfsarbeiter, behielt diese Stelle bis zur Übergabe an seinen Nachfolger Hans Georg Amsel insgesamt 45 Jahre bis zum 31. März 1934 und entwickelte in dieser Zeit die Entomologische Abteilung des im Januar 1896 als „Städtisches Museum für Natur-, Völker- und Handelskunde“ eröffneten heutigen Überseemuseums maßgeblich weiter. Daneben wirkte er im Bereich der angewandten Entomologie ab 1927 als Entomologe der Bremischen Stelle für Pflanzenschutz.
Er wurde in der Zeit um 1884 Mitglied im 1864 gegründeten und zu dieser Zeit von Gustav Hartlaub geführten  Naturwissenschaftlichen Verein zu Bremen, wurde 1913 Mitglied der unter dem Vorsitz von Karl Escherich stehenden Deutschen Gesellschaft für angewandte Entomologie und war im Jahr 1912 Mitbegründer des von 1914 bis 1924 von Karl Pfankuch (1871–1924) geführten Entomologischen Vereins Bremen, dessen Nachrichten er  herausgab und  den er später zeitweise auch selbst als Vorsitzender führte.
Johann Dietrich Alfken veröffentlichte in der Zeit seines wissenschaftlichen Wirkens von 1886 bis 1944 etwa 240 entomologische Publikationen und ist Erstbeschreiber zahlreicher Taxa aus der Ordnung der Hautflügler (Hymenoptera). So benannte er unter anderem aus der Familie der Melittidae die Sägehornbiene Melitta nigricans Alfken, 1905, aus der Familie der Bauchsammlerbienen die Mörtel- und Blattschneiderbiene Megachile alpicola
Alfken, 1924, sowie aus der Familie der Apidae die Wespenbienen Nomada opaca Alfken, 1913, und zu Ehren von Albert Möschler Möschlers Wespenbiene Nomada moeschleri Alfken, 1913. Daneben sammelte er bedeutende Mengen an Dipteren und begründete damit die dipterologische Erforschung der Ostfriesischen Inseln. Außerdem erarbeitete er eine erste umfassende (unpublizierte) Liste der Dipteren Bremens.
Er wohnte in der Delmestraße 18 in Bremen, wurde durch die Luftangriffe auf Bremen im Zweiten Weltkrieg unter Verlust eines Teils seiner Sammlung ausgebombt und starb 82-jährig in Ruttersdorf bei Stadtroda in Thüringen.
Der britische Entomologe Robert Cyril Layton Perkins benannte ihm zu Ehren 1914 Alfkens Zwergsandbiene Andrena alfkenella Perkins, 1914. Der polnische Zoologe Jan Noskiewicz (1890–1963) beschrieb 1959 die Seidenbiene Colletes alfkeni Noskiewicz, 1958 und Klaus Warncke stellte 1965 das Taxon Andrena alfkenelloides Warncke, 1965, auf.
Der wesentliche Teil seiner Sammlung kam bereits in der Zeit vor 1942 an das damalige Zoologische Museum der Friedrich-Wilhelms-Universität zu Berlin, weitere Anteile befinden sich im Naturkundemuseum Erfurt.

## Schriften (Auswahl)
- Systematisches Verzeichniss der bisher in der Umgegend von Bremen aufgefundenen Faltenwespen. In: Abhandlungen herausgegeben vom naturwissenschaftlichen Vereine zu Bremen, 9, 1886, S. 282–284 (biodiversitylibrary.org)
- Beitrag zur Insectenfauna der Hawaiischen und Neuseeländischen Inseln. (Ergebnisse einer Reise nach dem Pacific.) Schauinsland 1896–97. In: Zoologische Jahrbücher, Abteilung für Systematik, Geographie und Biologie der Thiere, 19, 1904, S. 561–628 (biodiversitylibrary.org)
- Melitta nigricans n. sp., eine neue deutsche Biene. (Hym.). In: Zeitschrift Für systematische Hymenopterologie und Dipterologie, 5, 2, 1905, S. 95–96 (biodiversitylibrary.org)
- Die Bienenfauna von Ostpreußen. In: Schriften der Physikalisch-Ökonomischen Gesellschaft zu Königsberg, 53, 1912, Teubner, Leipzig und Berlin 1913, S. 114–182  (biodiversitylibrary.org)
- Die Bienenfauna von Bremen. Abhandlungen herausgegeben vom Naturwissenschaftlichen Verein zu Bremen, 22, 1913, S. 1–137. (biodiversitylibrary.org)
- Nomada moeschleri Alfk. (Hym. Apid.). In: Deutsche Entomologische Zeitschrift (Berliner Entomologische Zeitschrift und Deutsche Entomologische Zeitschrift in Vereinigung), 1925, S. 126–128 (zobodat.at [PDF])
- Über die Färbungen der Stelis minima Schck. In: Mitteilungen der Deutschen entomologischen Gesellschaft, 12, 1944, S. 22–23 (zobodat.at [PDF])